# Sanatruk
Sanatruk ali Sinatruk Partski (perzijsko سیناتروک‎), veliki kralj Partskega cesarstva, ki je vladal približno od leta  77 do 70 pr. n. št., * okoli 157 pr. n. št., † 70 pr. n. št..
O tem obdobju partske zgodovine je zelo malo znanega. Sanatruk je bil iz Arsakidske dinastije, morda brat kralja Fraata II.. Iz besedila, ki ga pripisujejo asirskemu retoriku in piscu Lukijanu iz Samostate, je razvidno, da so ga v težkih časih po smrti Mitridata II. Partskega na prestol posadili Skiti ali Partom sorodni Saki, ki so napadli Iran okoli leta 77. pr. n. št.. Sanatruk je bil ob prihodu na prestol star okoli osemdeset let.
Znano je, da je zavrnil prošnjo Mitridata VI. Pontskega, ki je potreboval njegovo pomoč v vojni proti Rimu.  
Umrl je okoli leta 70 pr. n. št.. Nasledil ga je sin Fraat III..
| Sanatruk Arsakidska dinastijaRojen: 157 pr. n. št. Umrl: 70 pr. n. št. |                                                                       |                       |
| Vladarski nazivi                                                       |                                                                       |                       |
| Predhodnik: Orod I. (do 80 pr. n. št.) • • • neznan vladar             | Veliki kralj (šah) Partskega cesarstva 77 pr. n. št. – 70 pr. n. št.. | Naslednik: Fraat III. |